# Igrišće
Igrišće est une localité de Croatie située dans la municipalité de Jakovlje, comitat de Zagreb. Au recensement de 2011, elle comptait 731 habitants.